# 스웨덴 크로나
크로나(krona, 스웨덴어: [ˈkrûːna] ( 듣기); 복수형: kronor; 기호: kr; 코드: SEK)는 1873년부터 현재까지 통용되고 있는 스웨덴의 통화로 1 크로나는 100 외레(öre)에 해당된다. 그러나 외레 동전은 2010년 10월을 기해 유통이 중단된 상태이다. 1, 2, 5, 10 크로나 동전과 20, 50, 100, 200, 500, 1,000 크로나 지폐가 통용된다.

## 역사
릭스달레르(riksdaler)를 액면가로 대체한 크로나의 도입은 스칸디나비아 통화동맹의 결과로서 1876년에 발효되어 제1차 세계 대전이 시작될 때까지 지속되었다. 이 조합의 당사자는 스칸디나비아 국가들로, 스웨덴에서는 크로나(krona), 덴마크와 노르웨이는 크로네(krone)로, 영어로는 말 그대로 "크라운"(crown), 즉 "왕관"을 의미한다. 세 통화들은 금본위제였으며, 크로나/크로네는 순금 1 킬로그램의 1⁄2480로 정의되었다.
1914년 8월 통화동맹이 해체된 후, 스웨덴, 덴마크, 노르웨이는 모두 각각의 통화와 현재 분리된 통화의 이름을 유지하기로 결정했다.

## 환율

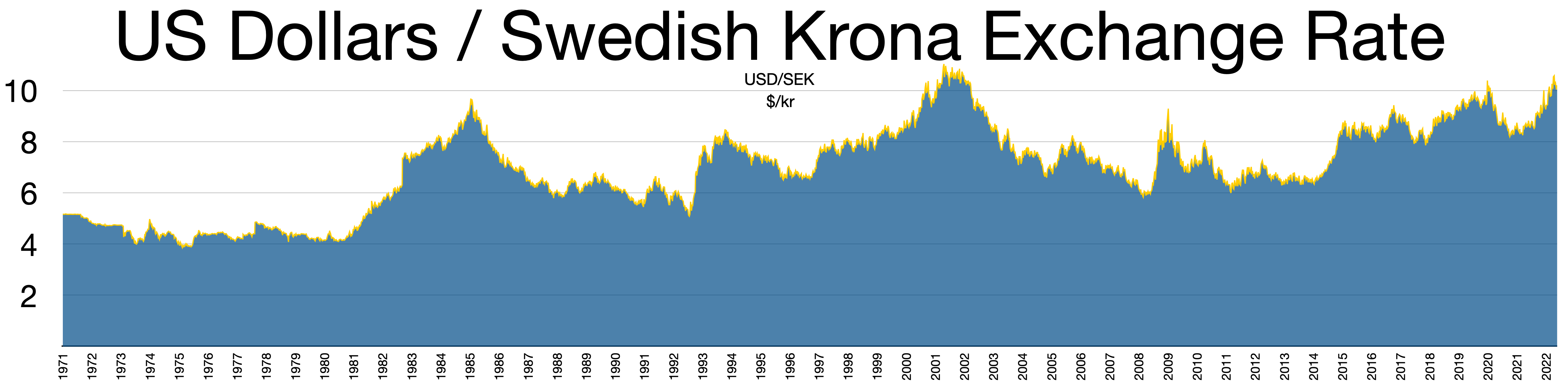
USD/크로나 환율

스웨덴 크로나로 1유로의 값 (1999년부터).

스웨덴 크로나가 "가장 많이 거래되는 통화"에서 순위가 어떻게 되는지 보려면, 외환 시장에 대한 문서를 읽으시오.
스웨덴 크로나의 다른 통화 대비 환율은 역사적으로 스웨덴이 추구하는 통화 정책에 의존해 왔다. 
| 구글 파이낸스:  | AUD CAD CHF CNY EUR GBP HKD JPY KRW USD CNY DKK NOK |
| 야후! 파이낸스: | AUD CAD CHF CNY EUR GBP HKD JPY KRW USD CNY DKK NOK |
| XE.com:         | AUD CAD CHF CNY EUR GBP HKD JPY KRW USD CNY DKK NOK |
| OANDA:          | AUD CAD CHF CNY EUR GBP HKD JPY KRW USD CNY DKK NOK |

유로 대비 크로나가 가장 약세를 보인 것은 2009년 3월 6일 1유로가 11.6465 SEK를 구입했을 때였다. 유로 대비 크로나가 가장 강세를 보인 것은 2012년 8월13일 1유로가 8.2065 SEK를 구입했을 때였다. 

## 같이 보기
- 스웨덴의 경제
- 스칸디나비아 통화동맹